# Сангине
Сангине́ (фр. Sanguinet) — коммуна на юго-западе Франции в департаменте Ланды, регион Новая Аквитания. Входит в кантон Гранд-Лак, округ Мон-де-Марсан. Сангине находится в исторической области Пеи-де-Борн. На 2014 год население коммуны составляло 3655 человек. Мэр города — Фабьен Лене.
Город-побратим — Нейланд, Пембрукшир, Уэльс.

## География
Коммуна находится в историческом крае Пеи-де-Борне на севере департамента Ланды. Через Сангине протекает река Гург, сформировавшая озеро на территории коммуны Этан-де-Кахо-э-де-Сангине. Ранее река выходила в Атлантический океан, но со временем устье исчезло из-за нарастания песчаных дюн, что привело к образованию наибольшего из Ландских прудов.

## Население
Согласно переписи 2013 года население Сангине составляло 3605 человек (49,3 % мужчин и 50,7 % женщин), в коммуне было 1543 домашних хозяйств, 1091 семей. Население коммуны по возрастному диапазону распределилось следующим образом: 20,2 % — жители младше 14 лет, 12,2 % — между 15 и 29 годами, 22,3 % — от 30 до 44 лет, 19,4 % — от 45 до 59 лет и 26,0 % — в возрасте 60 лет и старше.
Среди 1543 домашних хозяйств 70,7 % составляли семьи: 28,5 % пары с детьми, 36,0 % были бездетны, 6,1 % составляли семьи с одним родителем. Среди жителей старше 15 лет 55,7 % состояли в браке, 44,3 % — не состояли.
Среди населения старше 15 лет (2700 человек) 25,8 % населения не имели образования или имели только начальное образование или закончили только колледж, 31,2 % — получили аттестат об окончании лицея или закончили полное среднее образование или среднее специальное образование, 19,4 % — закончили сокращённое высшее образование и 23,6 % — получили полное высшее образование.
В 2012 году из 2227 человек трудоспособного возраста (от 15 до 64 лет) 1647 были экономически активными, 580 — неактивными (показатель активности 73,9 %, в 2008 году — 72,3 %). Из 1647 активных трудоспособных жителей работали 1489 человек (792 мужчины и 697 женщин), 158 числились безработными (безработица — 7,1 %). Среди 580 трудоспособных неактивных граждан 134 были учениками либо студентами, 275 — пенсионерами, а ещё 171 — были неактивны в силу других причин. Распределение населения по сферам занятости в коммуне: 6,7 % — ремесленники, торговцы, руководители предприятий, 10,1 % — работники интеллектуальной сферы, 14,7 % — работники социальной сферы, 12,0 % — государственные служащие, 14,1 % — рабочие и 39,7 % — пенсионеры. В 2013 году средний доход на жителя в месяц составлял 1942 €, в год — 23 305 €.